# Euwallengrenia
Euwallengrenia is een geslacht van vlinders van de familie spinners (Lasiocampidae).

## Soorten
- E. rectilineata (Aurivillius, 1905)
- E. reducta (Walker, 1855)